# Бітця
Бі́тця (рос. Битца) — селище у складі Ленінського міського округу Московської області, Росія.

## Населення
Населення — 101 особа (2010; 80 у 2002).
Національний склад (станом на 2002 рік):
- росіяни — 85 %